# Saint-Loup, Rhône
Saint-Loup là một xã thuộc tỉnh Rhône trong vùng Auvergne-Rhône-Alpes phía đông nước Pháp. Xã này nằm ở khu vực có độ cao trung bình 400 mét trên mực nước biển.